# روبرتو روبرتی
روبرتو روبرتی (ایتالیایی: Roberto Roberti؛ ۲۴ ژوئیهٔ ۱۸۷۹ – ۱۰ ژانویهٔ ۱۹۵۹) هنرپیشه، نویسنده و کارگردان فیلم اهل ایتالیا بود.
از فیلم‌ها یا مجموعه‌های تلویزیونی که وی در آن‌ها نقش داشته‌است، می‌توان به ابوالهول اشاره نمود.
او پدر سرجو لئونه کارگردان مشهور سینمای جهان بود.